# Kevin Coronel
Kevin Agustín Coronel Alarcón (ur. 11 sierpnia 2004 w Formosie) – argentyński piłkarz występujący na pozycji prawego obrońcy, od 2023 roku zawodnik Argentinos Juniors.